# Patients
Patients je francouzské komediální drama z roku 2017, které režírovali Grand Corps Malade a Mehdi Idir podle stejnojmenného autobiografického románu. Snímek měl světovou premiéru na Filmovém festivalu v Sarlatu dne 10. listopadu 2016.

## Děj
Po vážné nehodě v bazénu přichází Ben jako neúplný kvadruplegik do rehabilitačního centra. Zde se setkává s dalšími handicapovanými lidmi (kvadruplegici, paraplegici, oběti úrazů hlavy), oběťmi nehod a také s člověkem, který je od raného dětství postižený. Mezi bezmocí, zoufalstvím a rezignací, v každodenním úsilí znovu se naučit, jak hýbat prstem nebo držet vidličku, někteří pomalu získávají trochu pohyblivosti, zatímco jiní se musejí smířit s verdiktem doživotní invalidity. Navzdory všemu jim naděje a přátelství pomáhají snášet jejich těžkosti.

## Obsazení
| Pablo Pauly        | Benjamin                           |
| Soufiane Guerrab   | Farid                              |
| Moussa Mansaly     | Toussaint                          |
| Nailia Harzoune    | Samia                              |
| Franck Falise      | Steeve                             |
| Samir El Bidadi    | Samir                              |
| Rabah Nait Oufella | Eddy                               |
| Yannick Renier     | François, rehabilitační pracovník  |
| Alban Ivanov       | Jean-Marie, pomocník               |
| Anne Benoît        | Christiane, pomocnice              |
| Florence Muller    | Benova matka                       |
| Xavier Mathieu     | Benův otec                         |
| Valérie Even       | psycholožka                        |
| Sofiane Lakrouf    | doktor                             |
| Dominique Blancová | doktorka Challes, ředitelka centra |
| Jason Divengele    | Lamine, basketbalista              |
| Corentin Fila      | basketbalista                      |

## Ocenění
- Filmový festival v Sarlatu: Cena za mužský herecký výkon (kolektivní cena pro všechny herce ve filmu), Ceny středoškoláků, Zlatý Salamandr za nejlepší film
- Filmový festival v Cabourgu: Cena Premiers Rendez-vous (Soufiane Guerrab)
- Festival romantických filmů v Mons: Cena diváků
- Lumières: nominace v kategoriích nejlepší filmový debut (Grand Corps Malade a Mehdi Idir), nejnadějnější herec (Pablo Pauly), nejlepší filmová hudba (Angelo Foley a Grand Corps Malade)
- César: nominace v kategoriích nejlepší film, nejslibnější herec (Pablo Pauly), nejlepší adaptace pro Grand Corps Malade a Fadette Drouard, nejlepší filmový debut (Grand Corps Malade a Mehdi Idir)